# Crespian
Crespian, est une commune française située dans le centre du département du Gard, en région Occitanie.
Exposée à un climat méditerranéen, elle est drainée par la Courme, le ruisseau d'Aigalade, le Doulibre et par divers autres petits cours d'eau. La commune possède un patrimoine naturel remarquable composé d'une zone naturelle d'intérêt écologique, faunistique et floristique.
Crespian est une commune rurale qui compte 493 habitants en 2022, après avoir connu une forte hausse de la population depuis 1975.  Elle fait partie de l'aire d'attraction de Nîmes. Ses habitants sont appelés les Crespianais ou  Crespianaises.

## Géographie

### Localisation
Situé au cœur du Gard, aux portes des Cévennes, à une demi-heure de Nîmes et 3/4 d'heure d'Arles et de la Camargue[Comment ?], Crespian est proche de nombreuses curiosités naturelles et historiques (Pont du Gard et les gorges du Gardon, grottes des Demoiselles et de Trabuc, Bambouseraie de Prafrance, vieux villages de Sauve et Vézénobres...) et des plages à 40 km.
| Cannes-et-Clairan | Montmirat |                                |
|                   | Crespian  | Saint-Mamert-du-Gard           |
| Vic-le-Fesq       | Combas    | Montpezat (par un quadripoint) |

### Hydrographie et relief
Le village de Crespian est situé au pied du massif du Bois des Lens, composé de plusieurs collines escarpées faisant naître des torrents (l'Aygalade, Vallaurède, le Doulibre) pratiquement secs toute l'année, mais pouvant être particulièrement dévastateurs lors des puissants orages d'équinoxe. Des dégâts considérables engendrés par des pluies diluviennes sont assez fréquents dans cette région méditerranéenne.

### Climat
Pour des articles plus généraux, voir Climat de l'Occitanie et Climat du Gard.
En 2010, le climat de la commune est de type climat méditerranéen franc, selon une étude s'appuyant sur une série de données couvrant la période 1971-2000. En 2020, Météo-France publie une typologie des climats de la France métropolitaine dans laquelle la commune est exposée à un climat méditerranéen et est dans la région climatique Provence, Languedoc-Roussillon, caractérisée par une pluviométrie faible en été, un très bon ensoleillement (2 600 h/an), un été chaud (21,5 °C), un air très sec en été, sec en toutes saisons, des vents forts (fréquence de 40 à 50 % de vents > 5 m/s) et peu de brouillards.
Pour la période 1971-2000, la température annuelle moyenne est de 14,2 °C, avec une amplitude thermique annuelle de 17,3 °C. Le cumul annuel moyen de précipitations est de 870 mm, avec 6,6 jours de précipitations en janvier et 3,1 jours en juillet. Pour la période 1991-2020, la température moyenne annuelle observée sur la station météorologique la plus proche, située sur la commune de Vic-le-Fesq à 2 km à vol d'oiseau, est de 14,2 °C et le cumul annuel moyen de précipitations est de 844,7 mm,. Pour l'avenir, les paramètres climatiques de la commune estimés pour 2050 selon différents scénarios d'émission de gaz à effet de serre sont consultables sur un site dédié publié par Météo-France en novembre 2022.

### Milieux naturels et biodiversité

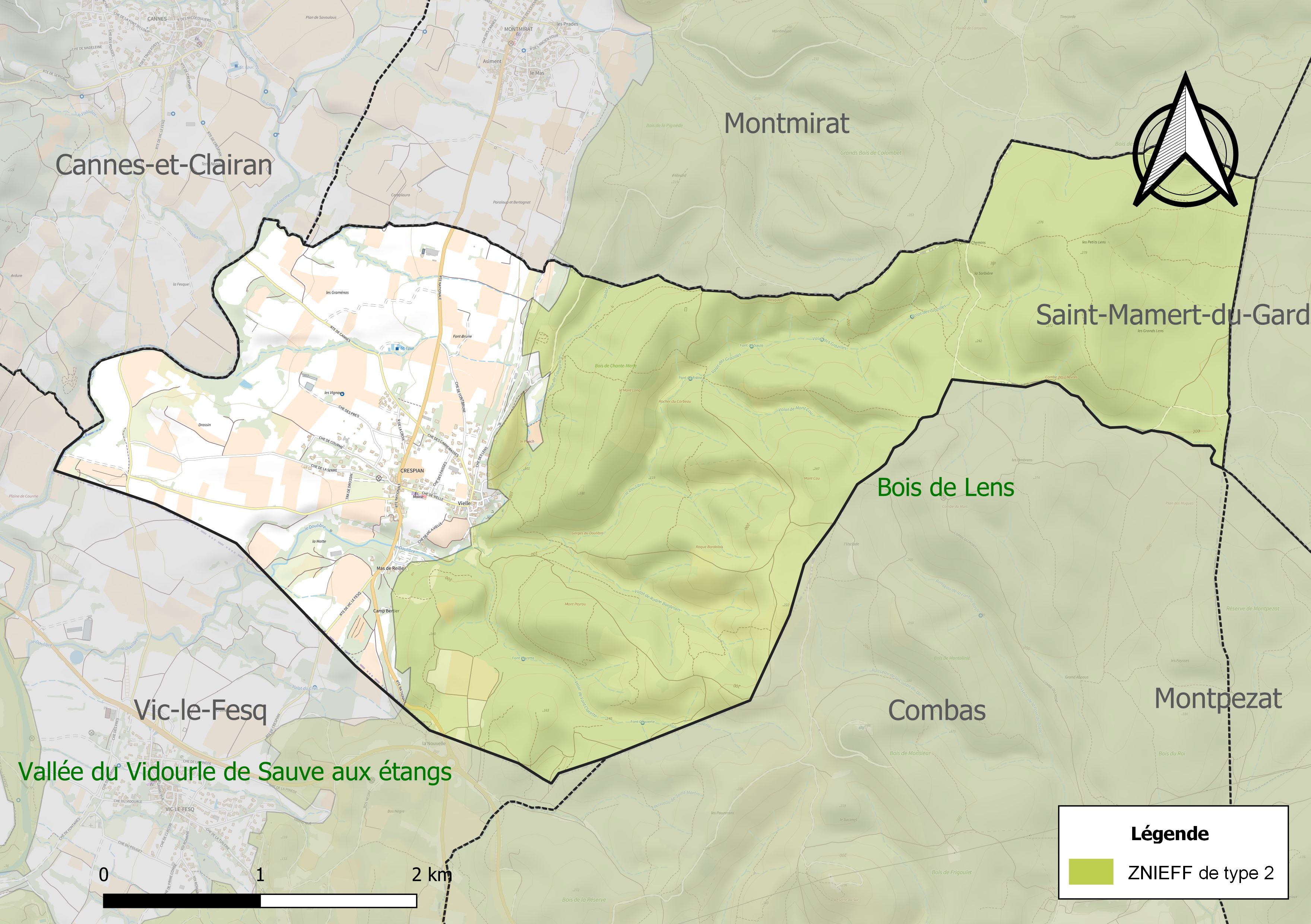
Carte de la ZNIEFF de type 2 localisée sur la commune.

L’inventaire des zones naturelles d'intérêt écologique, faunistique et floristique (ZNIEFF) a pour objectif de réaliser une couverture des zones les plus intéressantes sur le plan écologique, essentiellement dans la perspective d’améliorer la connaissance du patrimoine naturel national et de fournir aux différents décideurs un outil d’aide à la prise en compte de l’environnement dans l’aménagement du territoire.
Une ZNIEFF de type 2 est recensée sur la commune :
le « bois de Lens » (8 318 ha), couvrant 19 communes du département.

## Urbanisme

### Typologie
Au 1er janvier 2024, Crespian est catégorisée commune rurale à habitat dispersé, selon la nouvelle grille communale de densité à sept niveaux définie par l'Insee en 2022.
Elle est située hors unité urbaine. Par ailleurs la commune fait partie de l'aire d'attraction de Nîmes, dont elle est une commune de la couronne,. Cette aire, qui regroupe 92 communes, est catégorisée dans les aires de 200 000 à moins de 700 000 habitants,.

### Occupation des sols
L'occupation des sols de la commune, telle qu'elle ressort de la base de données européenne d’occupation biophysique des sols Corine Land Cover (CLC), est marquée par l'importance des forêts et milieux semi-naturels (65,3 % en 2018), une proportion identique à celle de 1990 (65,3 %). La répartition détaillée en 2018 est la suivante : 
forêts (65,3 %), cultures permanentes (25,3 %), zones urbanisées (6,6 %), zones agricoles hétérogènes (2,8 %). L'évolution de l’occupation des sols de la commune et de ses infrastructures peut être observée sur les différentes représentations cartographiques du territoire : la carte de Cassini (XVIIIe siècle), la carte d'état-major (1820-1866) et les cartes ou photos aériennes de l'IGN pour la période actuelle (1950 à aujourd'hui).

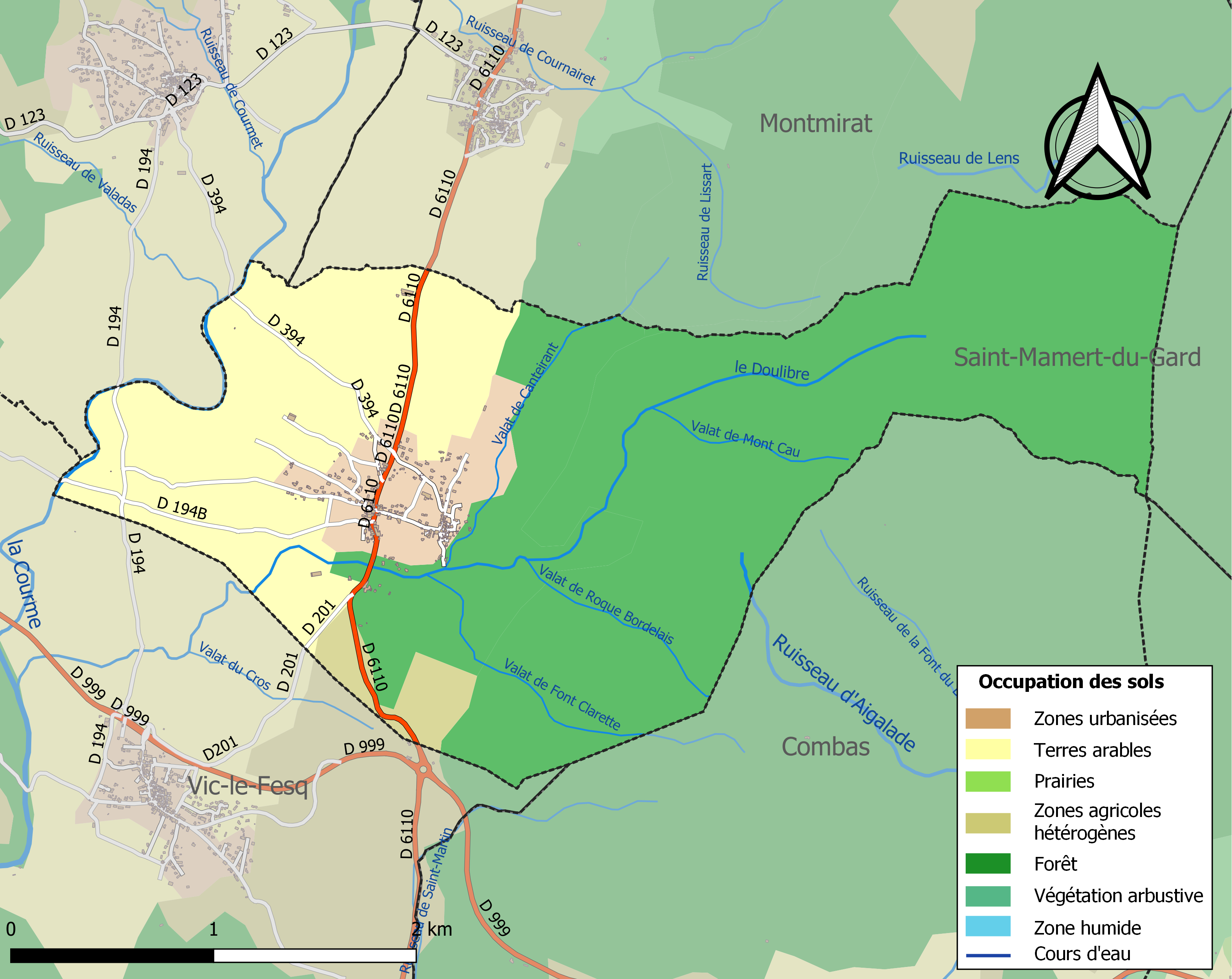
Carte des infrastructures et de l'occupation des sols de la commune en 2018 (CLC).

### Risques majeurs
Le territoire de la commune de Crespian est vulnérable à différents aléas naturels : météorologiques (tempête, orage, neige, grand froid, canicule ou sécheresse), inondations, feux de forêts et séisme (sismicité faible). Il est également exposé à un risque technologique,  le transport de matières dangereuses. Un site publié par le BRGM permet d'évaluer simplement et rapidement les risques d'un bien localisé soit par son adresse soit par le numéro de sa parcelle.

#### Risques naturels
Certaines parties du territoire communal sont susceptibles d’être affectées par le risque d’inondation par débordement de cours d'eau et par une crue torrentielle ou à montée rapide de cours d'eau, notamment la Courme et le ruisseau d'Aigalade. La commune a été reconnue en état de catastrophe naturelle au titre des dommages causés par les inondations et coulées de boue survenues en 1982, 1992, 1994, 2001, 2002, 2014 et 2021,.

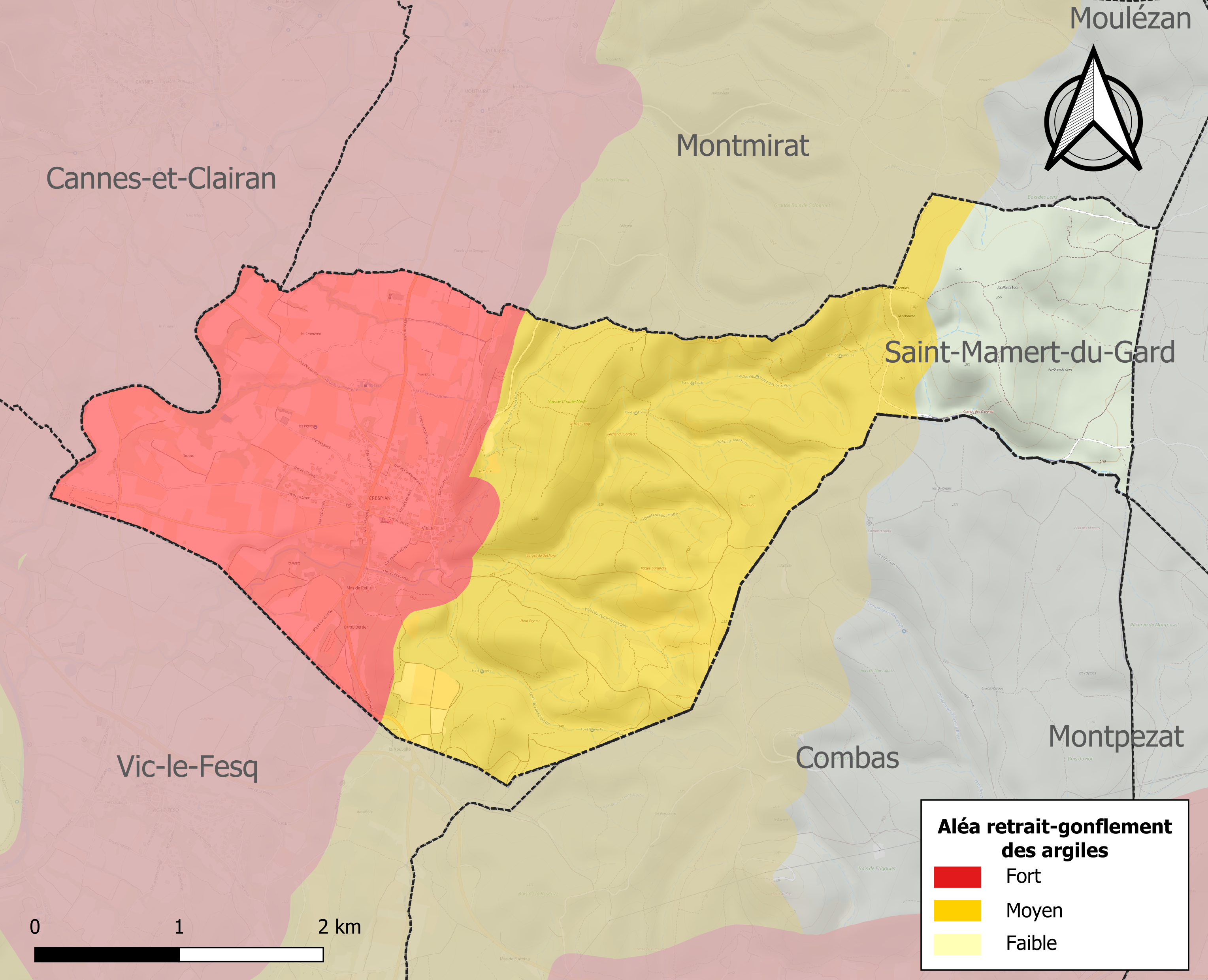
Carte des zones d'aléa retrait-gonflement des sols argileux de Crespian.

Le retrait-gonflement des sols argileux est susceptible d'engendrer des dommages importants aux bâtiments en cas d’alternance de périodes de sécheresse et de pluie. 84,4 % de la superficie communale est en aléa moyen ou fort (67,5 % au niveau départemental et 48,5 % au niveau national). Sur les 175 bâtiments dénombrés sur la commune en 2019, 175 sont en aléa moyen ou fort, soit 100 %, à comparer aux 90 % au niveau départemental et 54 % au niveau national. Une cartographie de l'exposition du territoire national au retrait gonflement des sols argileux est disponible sur le site du BRGM,.
Par ailleurs, afin de mieux appréhender le risque d’affaissement de terrain, l'inventaire national des cavités souterraines permet de localiser celles situées sur la commune.

#### Risques technologiques
Le risque de transport de matières dangereuses sur la commune est lié à sa traversée par des infrastructures routières ou ferroviaires importantes ou la présence d'une canalisation de transport d'hydrocarbures. Un accident se produisant sur de telles infrastructures est en effet susceptible d’avoir des effets graves au bâti ou aux personnes jusqu’à 350 m, selon la nature du matériau transporté. Des dispositions d’urbanisme peuvent être préconisées en conséquence.

## Toponymie
Du nom latin Crispius avec le suffixe -anum.
Occitan Crespian, du bas latin Crespianum, Crispianum.
Ses habitants sont les Crespianais et Crespianaises.

## Histoire

### Moyen Âge
Crispianum en 1138, Crespianum en 1384, Crespian à partir de 1616.

## Politique et administration

### Liste des maires
| Période                                  | Période  | Identité         | Étiquette | Qualité |
| ---------------------------------------- | -------- | ---------------- | --------- | ------- |
| 2001                                     | 2008     | Pierre Daudet    | DVD       |         |
| 2008                                     | 2014     | Guillaume Hugues | SE        | Cadre   |
| 2014                                     | 2020     | Guillaume Hugues | SE        | Cadre   |
| 2020                                     | En cours | Pascale Cavalier | SE        |         |
| Les données manquantes sont à compléter. |          |                  |           |         |

## Population et société

### Démographie
L'évolution du nombre d'habitants est connue à travers les recensements de la population effectués dans la commune depuis 1793. Pour les communes de moins de 10 000 habitants, une enquête de recensement portant sur toute la population est réalisée tous les cinq ans, les populations de référence des années intermédiaires étant quant à elles estimées par interpolation ou extrapolation. Pour la commune, le premier recensement exhaustif entrant dans le cadre du nouveau dispositif a été réalisé en 2007.

En 2022, la commune comptait 493 habitants, en évolution de +22,03 % par rapport à 2016 (Gard : +2,97 %, France hors Mayotte : +2,11 %).
| 1793 | 1800 | 1806 | 1821 | 1831 | 1836 | 1841 | 1846 | 1851 |
| ---- | ---- | ---- | ---- | ---- | ---- | ---- | ---- | ---- |
| 296  | 271  | 312  | 302  | 320  | 314  | 325  | 302  | 294  |

| 1856 | 1861 | 1866 | 1872 | 1876 | 1881 | 1886 | 1891 | 1896 |
| ---- | ---- | ---- | ---- | ---- | ---- | ---- | ---- | ---- |
| 292  | 268  | 256  | 276  | 232  | 191  | 172  | 179  | 186  |

| 1901 | 1906 | 1911 | 1921 | 1926 | 1931 | 1936 | 1946 | 1954 |
| ---- | ---- | ---- | ---- | ---- | ---- | ---- | ---- | ---- |
| 196  | 190  | 175  | 170  | 180  | 160  | 141  | 138  | 150  |

| 1962 | 1968 | 1975 | 1982 | 1990 | 1999 | 2006 | 2007 | 2012 |
| ---- | ---- | ---- | ---- | ---- | ---- | ---- | ---- | ---- |
| 153  | 126  | 120  | 115  | 159  | 206  | 279  | 289  | 352  |

| 2017 | 2022 | - | - | - | - | - | - | - |
| ---- | ---- | - | - | - | - | - | - | - |
| 423  | 493  | - | - | - | - | - | - | - |

## Économie

### Revenus
En 2018  (données Insee publiées en septembre 2021), la commune compte 153 ménages fiscaux, regroupant 394 personnes. La médiane du revenu disponible par unité de consommation est de 22 800 € (20 020 € dans le département).

### Emploi
|                | 2008   | 2013  | 2018  |
| -------------- | ------ | ----- | ----- |
| Commune        | 5,3 %  | 6,9 % | 6,3 % |
| Département    | 10,6 % | 12 %  | 12 %  |
| France entière | 8,3 %  | 10 %  | 10 %  |

En 2018, la population âgée de 15 à 64 ans s'élève à 271 personnes, parmi lesquelles on compte 79,3 % d'actifs (73 % ayant un emploi et 6,3 % de chômeurs) et 20,7 % d'inactifs,. Depuis 2008, le taux de chômage communal (au sens du recensement) des 15-64 ans est inférieur à celui de la France et du département.
La commune fait partie de la couronne de l'aire d'attraction de Nîmes, du fait qu'au moins 15 % des actifs travaillent dans le pôle,. Elle compte 111 emplois en 2018, contre 75 en 2013 et 72 en 2008. Le nombre d'actifs ayant un emploi résidant dans la commune est de 197, soit un indicateur de concentration d'emploi de 56,1 % et un taux d'activité parmi les 15 ans ou plus de 65,2 %.
Sur ces 197 actifs de 15 ans ou plus ayant un emploi, 49 travaillent dans la commune, soit 25 % des habitants. Pour se rendre au travail, 93,4 % des habitants utilisent un véhicule personnel ou de fonction à quatre roues, 4,6 % s'y rendent en deux-roues, à vélo ou à pied et 2 % n'ont pas besoin de transport (travail au domicile).

### Activités hors agriculture
40 établissements sont implantés  à Crespian au 31 décembre 2019. Le tableau ci-dessous en détaille le nombre par secteur d'activité et compare les ratios avec ceux du département,.
| Secteur d'activité                                                                                        | Commune | Commune | Département |
| Secteur d'activité                                                                                        | Nombre  | %       | %           |
| --- | ------- | ------- | ----------- |
| Ensemble                                                                                                  | 40      | 100 %   | (100 %)     |
| Industrie manufacturière, industries extractives et autres                                                | 7       | 17,5 %  | (7,9 %)     |
| Construction                                                                                              | 7       | 17,5 %  | (15,5 %)    |
| Commerce de gros et de détail, transports, hébergement et restauration                                    | 10      | 25 %    | (30 %)      |
| Information et communication                                                                              | 2       | 5 %     | (2,2 %)     |
| Activités financières et d'assurance                                                                      | 3       | 7,5 %   | (3 %)       |
| Activités immobilières                                                                                    | 2       | 5 %     | (4,1 %)     |
| Activités spécialisées, scientifiques et techniques et activités de services administratifs et de soutien | 4       | 10 %    | (14,9 %)    |
| Administration publique, enseignement, santé humaine et action sociale                                    | 2       | 5 %     | (13,5 %)    |
| Autres activités de services                                                                              | 3       | 7,5 %   | (8,8 %)     |

Le secteur du commerce de gros et de détail, des transports, de l'hébergement et de la restauration est prépondérant sur la commune puisqu'il représente 25 % du nombre total d'établissements de la commune (10 sur les 40 entreprises implantées  à Crespian), contre 30 % au niveau départemental.

### Agriculture
|               | 1988 | 2000 | 2010 | 2020 |
| ------------- | ---- | ---- | ---- | ---- |
| Exploitations | 23   | 19   | 8    | 3    |
| SAU (ha)      | 143  | 104  | 44   | 34   |

La commune est dans les Garrigues, une petite région agricole occupant le centre du département du Gard. En 2020, l'orientation technico-économique de l'agriculture  sur la commune est la viticulture. Trois exploitations agricoles ayant leur siège dans la commune sont dénombrées lors du recensement agricole de 2020 (23 en 1988). La superficie agricole utilisée est de 34 ha,,.

## Culture locale et patrimoine

### Édifices civils
- Le Mas De Reilhe datant de la fin du XVIIe siècle.

### Édifices religieux
- Église Saint-Vincent de Vielle, de style roman du XIIe siècle.
- Temple protestant néoclassique de la première moitié du XIXe siècle, récemment rénové.

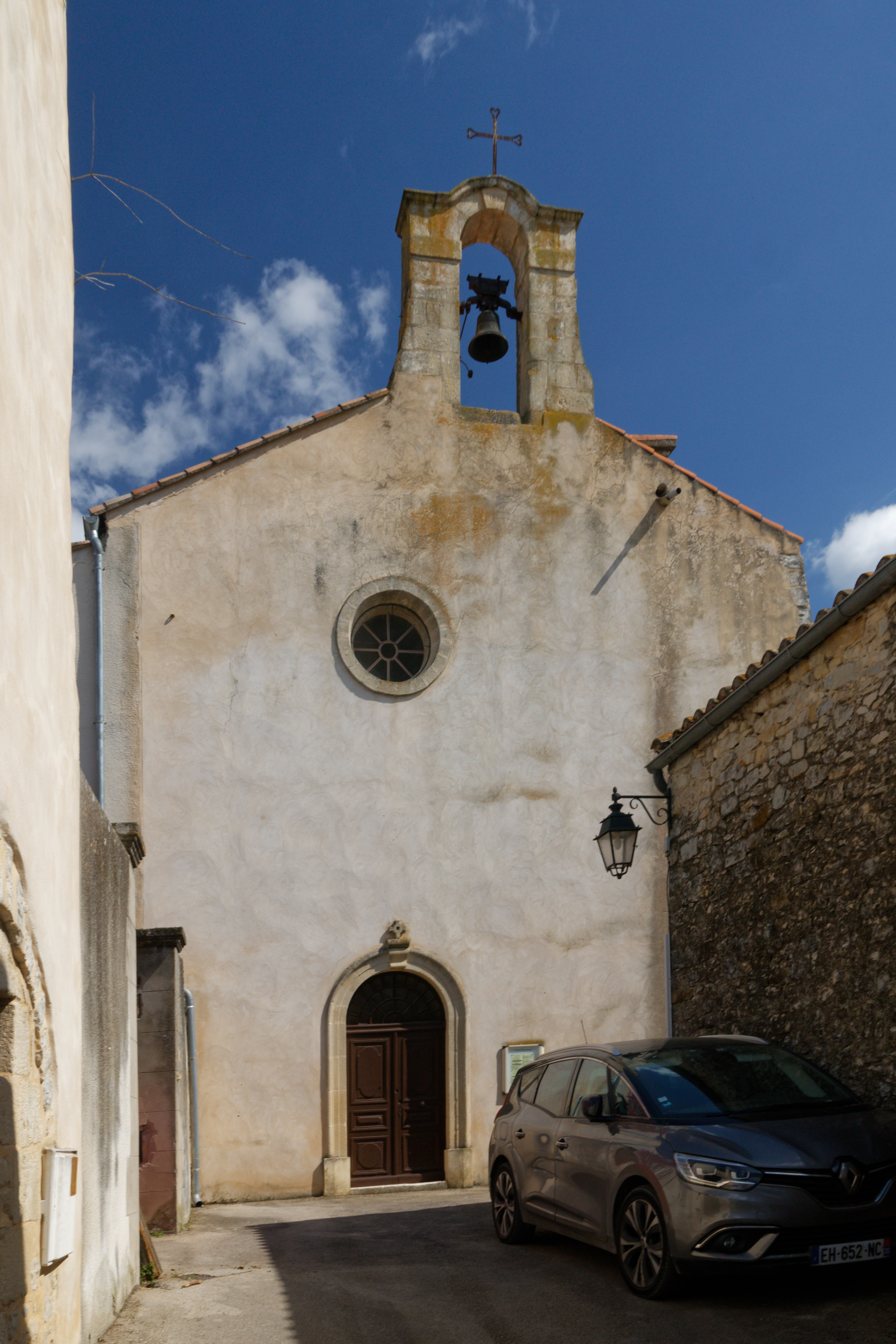
Église Saint-Vincent de Vielle
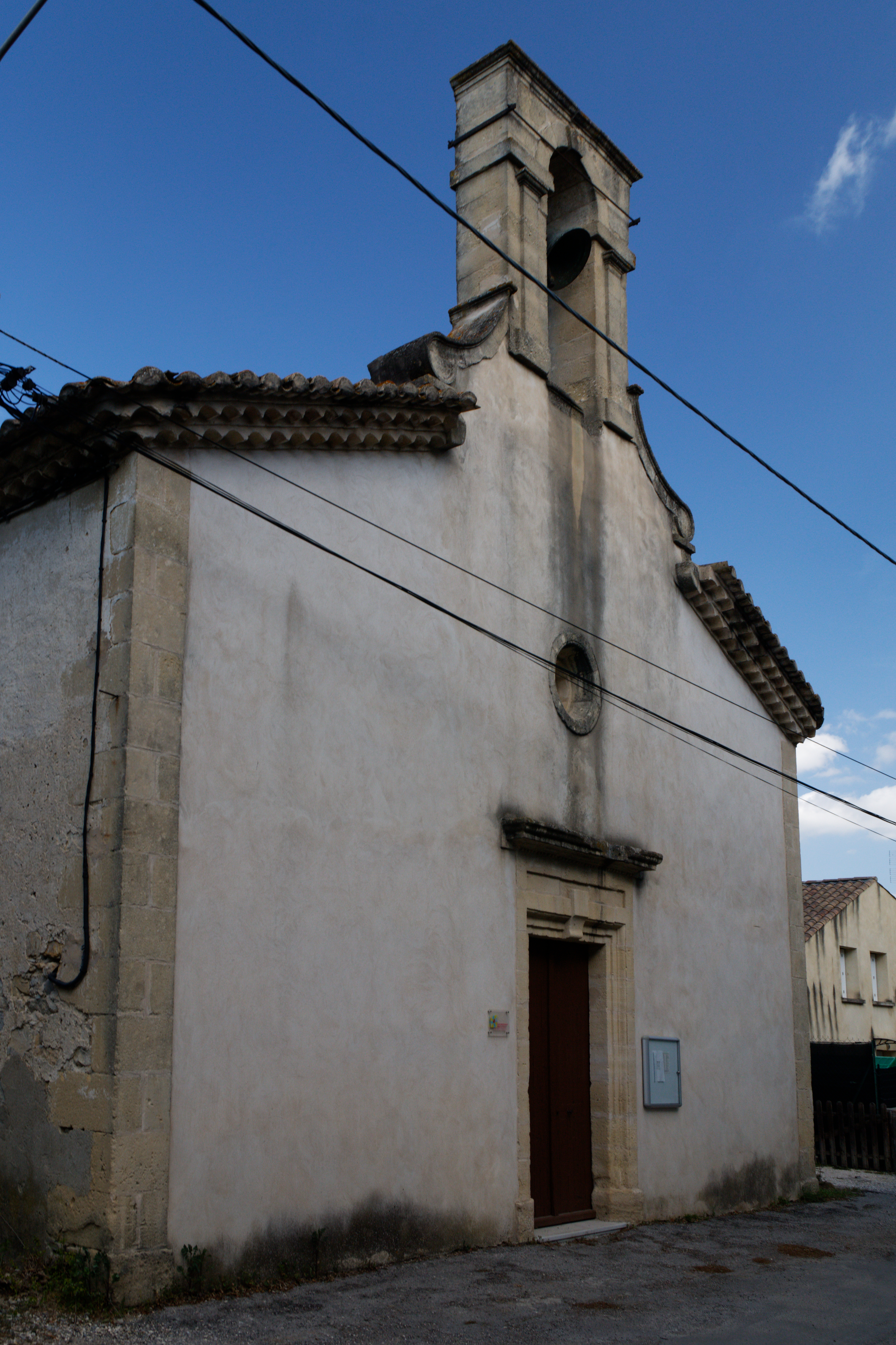
Temple de Crespian

### Patrimoine environnemental
- Bois des Lens, un massif écologique d'une superficie d'environ 7 000 hectares, où se conjuguent des garrigues calcinées par le soleil d'été, la biodiversité des insectes et d'espèces d'oiseaux dont certaines sont même protégées.

### Personnalités liées à la commune
- Marco Cardus, peintre catalan. Il commence sa carrière à Paris comme dessinateur dans une revue satirique. Après la disparition prématurée de sa fille, l'artiste sombre dans la dépression. Après de longs mois difficiles, il découvre le petit village de Crespian dans les années 1970. Village situé au nord de Nîmes, aux prémices du massif des Cévennes, il est très vite séduit par l'aspect typique de Crespian, et il est très vite adopté par la population qui à cette époque là était essentiellement rurale. Marco et Lilly Cardus décident d'y acheter une maison. L'artiste va déployer tout son art à travers ses toiles et ses céramiques. Toutes ses toiles sont réalisées depuis son petit atelier de verre surplombant la vallée de Courmes. Il est enterré dans le cimetière du village aux côtés de son épouse Lilly. Certaines de ses œuvres sont exposées au musée des peintres catalans à Barcelone.
- Carmelo Zagari, artiste peintre, plasticien, etc.

## Héraldique
| Blason de Crespian | Blason  | De vair à la fasce losangée d'or et de sable.    |
| Blason de Crespian | Détails | Le statut officiel du blason reste à déterminer. |